# CRISPR/Cas12b-Methode
Die CRISPR/Cas12b-Methode ist eine biochemische Methode um DNA zu schneiden. Sie ist eine Variante der CRISPR/Cas-Methode unter Verwendung der Endonuklease Cas12b.

## Prinzip
Cas12b (alter Name C2c1, ein Cas des Typs V, Klasse II) bindet wie andere Cas-Proteine (Cas9, Cpf1) eine RNA mit einer crRNA repeat-Sequenz und einer crRNA spacer-Sequenz und schneidet in der unmittelbaren Umgebung doppelsträngige DNA unter Erzeugung eines sticky end-Doppelstrangbruchs. Weitere notwendige Faktoren sind das Vorhandensein einer tracrRNA und ein Protospacer Adjacent Motif (PAM) in der zu schneidenden Ziel-DNA. Die auf die von Cas12b gebundene crRNA repeat-Sequenz folgende crRNA spacer-Sequenz bindet an die Ziel-DNA.

## Typen
Cas12b aus Alicyclobacillus acidoterrestris, abgekürzt AacCas12b, besteht aus 1129 Aminosäuren und bindet an eine PAM der Sequenz TTN in der Ziel-DNA. Der Schnitt der Ziel-DNA erzeugt einen sticky end mit einem 5′-Überhang von 6–8 Nukleotiden 14–17 Nukleotide strangabwärts vom PAM auf dem non-target-Strang bzw. 23–24 Nukleotide strangabwärts vom PAM auf dem target-Strang. Cas12b schneidet DNA bei einer Temperatur zwischen 37 und 60 °C, das Temperatur-Optimum liegt bei 48 °C. Bei 37 °C ist die Enzymaktivität vergleichsweise gering. Im Vergleich zu Cas9 oder Cpf1 (synonym Cas12a) erzeugt Cas12b weniger unspezifische Schnitte.
Cas12b  aus Bacillus hisashii, abgekürzt BhCas12b, ist mit 1108 Aminosäuren kleiner als SpCas9 (1368 Aminosäuren) und hat daher auch ein kleineres Gen, was die Verwendung in viralen Vektoren (insbesondere AAV-Vektoren) erleichtert. Eine Verkürzung einer sgRNA um fünf Nukleotide am 5′-Ende verdreißigfacht die Enzymaktivität. Allerdings erzeugt der Wildtyp von BhCas12b bei 37 °C nur Einzelstrangbrüche. Daher wurde eine Mutante von BhCas12b namens BhCas12b v4 entwickelt (K846R/S893R/E837G), die auch bei der Körpertemperatur von Säugetieren Doppelstrangbrüche und weniger unspezifische Schnitte erzeugt.